# Agate Bridge
Agate Bridge est une arche naturelle du comté d'Apache, dans l'Arizona, aux États-Unis. Constituée par un tronc en bois pétrifié, elle est protégée au sein du parc national de Petrified Forest.